# Miami 2 Ibiza
Miami 2 Ibiza – singel szwedzkiej grupy muzycznej Swedish House Mafia nagrany wraz z Tinie'm Tempah. Utwór został wydany 1 października 2010 roku i pochodzi z pierwszego studyjnego albumu grupy zatytułowanego Until One. Singel napisany został przez Axwella, S. Angello, S. Ingrosso i P. Okogwu, a wyprodukowany przez Swedish House Mafia.

## Digital download
1. "Miami 2 Ibiza" – 3:24

iTunes EP
1. "Miami 2 Ibiza" (Clean Radio Edit) – 2:57
2. "Miami 2 Ibiza" (Explicit Radio Edit) – 2:56
3. "Miami 2 Ibiza" (Extended Vocal Mix) – 5:05
4. "Miami 2 Ibiza" (Instrumental) – 6:15
5. "Miami 2 Ibiza" (Sander van Doorn Remix) – 6:06
6. "Miami 2 Ibiza" (Danny Byrd Remix)	5:14